# 651 Antikleia
651 Antikleia este un asteroid din centura principală, descoperit pe 4 octombrie 1907, de August Kopff.